# Wapen van Roodhuis

Wapen van Roodhuis

Het wapen van Roodhuis is het dorpswapen van het Nederlandse dorp Roodhuis, in de Friese gemeente Súdwest-Fryslân. Het wapen werd in 2001 geregistreerd.

## Beschrijving
De blazoenering van het wapen in het Fries luidt als volgt:
yn sulver in blau krús en oer alles hinne in read hûs yn de foarm fan in boereskuorre fan siden sjoen; in grien skyldhaad, belein mei in omkearde gouden keper, útgeande fan de boppeside fan it skyld, de trochsnijingsline reitsjend.
De Nederlandse vertaling luidt als volgt:
in zilver een blauw kruis en over alles heen een rood huis in de vorm van een boerenschuur van de zijkant gezien; een groen schildhoofd, belegd met een omgekeerde gouden keper, uitgaande van de bovenzijde van het schild, de doorsnijdingslijn rakend.
De heraldische kleuren zijn: zilver (zilver), azuur (blauw), keel (rood), sinopel (groen) en goud (goud).

## Symboliek
- Blauw kruis: duidt op geschiedenis van het dorp als een rooms-katholieke enclave.[2]
- Rode schuur: maakt het wapen tot een sprekend wapen.[2]
- Schildhoofd: staat voor de Slachtedijk aan de noordkant van het dorp.[2]
- Keper: symbool voor de Sânleanstersyl, een voormalige sluis in de Slachtedijk.[2]

## Zie ook

Vlag van Roodhuis